# Urspringschule
Die Urspringschule ist eine evangelische Internatsschule in freier Trägerschaft und anerkannte Kinder- und Jugendhilfeeinrichtung in Urspring bei Schelklingen im Alb-Donau-Kreis in Baden-Württemberg.

## Schule
Die Urspringschule umfasst eine Grundschule für die Klassen 3 und 4 und ein staatlich anerkanntes Gymnasium sowie ein Aufbaugymnasium ab Klasse 11, jeweils im Ganztagesbetrieb. Die Klassen 3 und 4 werden gemeinschaftlich unterrichtet. Im Jahr 2012 hat der erste Jahrgang im achtjährigen gymnasialen Bildungsweg (G8) sein Abitur in Urspring abgelegt, sodass es zusammen mit dem bis dahin üblichen neunjährigen gymnasialen Bildungsweg (G9) einmalig einen doppelten Abiturjahrgang gab.
Parallel zur gymnasialen Ausbildung ist ab der achten Klasse eine anerkannte Lehre mit abschließender Gesellenprüfung in mehreren Handwerksberufen (Schreiner, Maßschneider, Feinwerkmechaniker (Schwerpunkt Maschinenbau)) möglich. Derzeit wohnen im Internat etwa 115 Mädchen und Jungen, etwa 135 Tagesschüler kommen werktags dazu. Rund 50 pädagogische Mitarbeiter arbeiten mit den Kindern und Jugendlichen, in Schule und Internat unterstützt durch den pädagogischen Fachdienst.
Des Weiteren ist die Urspringschule seit Mitte der 1990er Jahre ein vom Deutschen Basketball Bund offiziell anerkanntes Basketball-Internat. In den Jahren 2007, 2008, 2010, 2011 und 2013 gewann die U-19-Mannschaft der Schule die Meisterschaft in der Nachwuchs-Basketball-Bundesliga. Zur Mannschaft gehörten mehrere Nationalspieler.
International ist die Urspringschule im Rahmen des EU-Programms Erasmus+ mit Partnerschulen in Belgien, Estland, Schottland und Ungarn vernetzt und es besteht für die Schülerinnen und Schüler die Möglichkeit an Schüleraustauschen mit den Partnerschulen teilzunehmen.

## Geschichte und Gegenwart
Die Urspringschule wurde 1930 von Bernhard Hell in der reformpädagogischen Tradition der Landerziehungsheime auf dem Gelände des ehemaligen Benediktinerinnenklosters Urspring gegründet. In der Zeit des Nationalsozialismus wurde die Schule kurzzeitig verstaatlicht, nach dem Zweiten Weltkrieg ging diese wieder in den Besitz der Stiftung Urspringschule über. Der historische Gebäudebestand wurde mit dem Wachsen der Schule stetig erweitert, so unter anderem um die Neue Schule, welche in den 1970er Jahren in nächster Nähe des Urspring-Quelltopfs entstand.
In den 2000er Jahren wurden mehrere Gebäude aufwändig renoviert: das Mädchenhaus (ehemals unteres geistliches Gasthaus) aus dem Jahre 1520 erstrahlt ebenso wie das Gärtnerhaus (ehemals Oberamtei) und das Obere Haus (ehemals Amtsschreiberei) in neuem Glanz. Die Arbeiten am Hellhaus, dem ehemaligen oberen weltlichen Gästehaus aus dem Jahre 1495, wurden ebenfalls abgeschlossen.

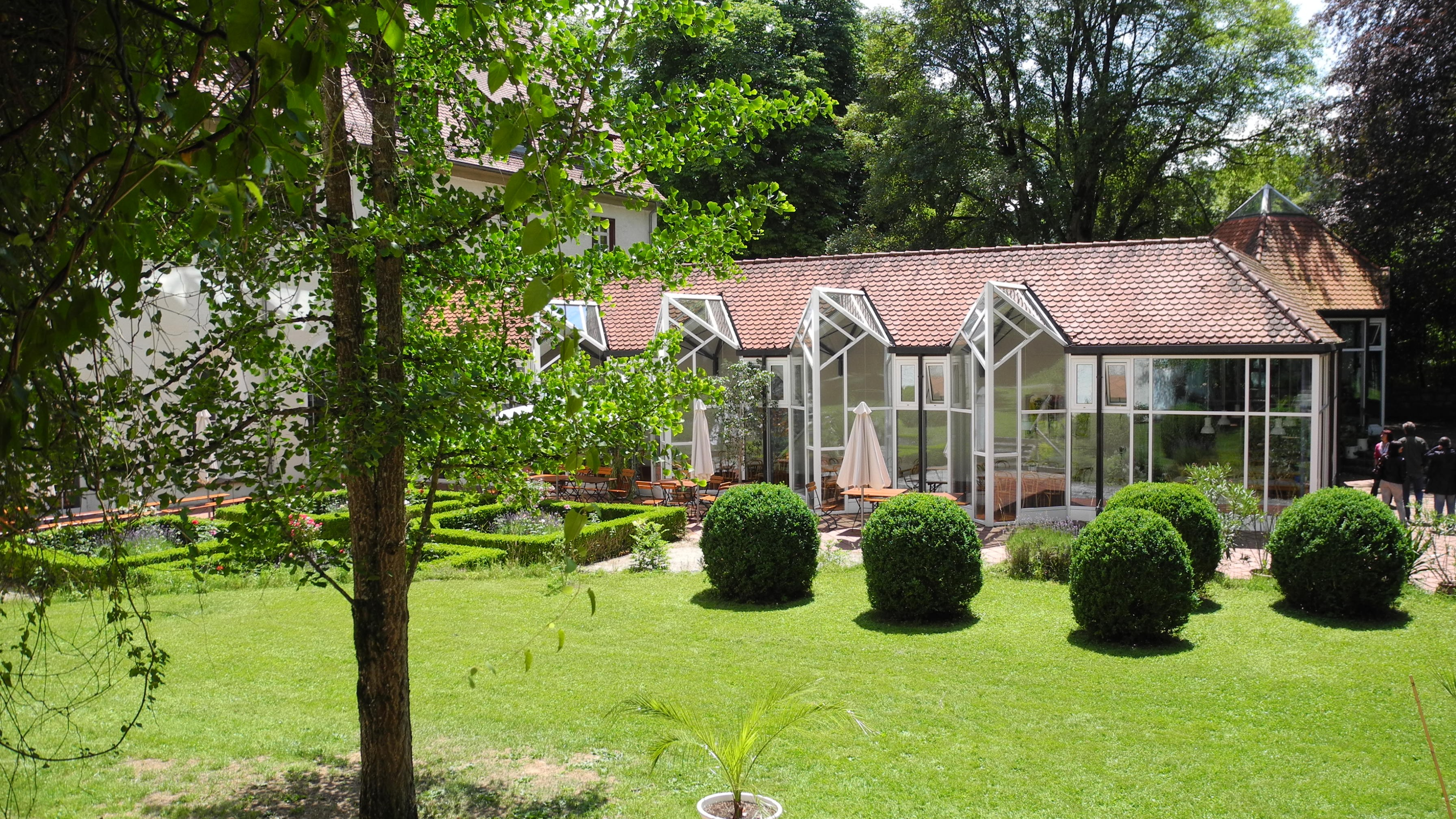
Die neue Mensa der Urspringschule, welche auf der Stelle des Südflügels der ehem. Klausur steht; links der Kreuzgang im Ostflügel der ehemaligen Klausur des Klosters Urspring

Neu hinzugekommen sind eine Turnhalle und ein Ganztagszentrum mit weiteren Unterrichtsräumen, Mehrzweckhalle, Tischtennis, einem Café (Blue Chili Cafe). Zuletzt wurde das Forsthaus saniert.  
Im Jahr 2006 tötete ein 17-Jähriger, der zur Probe an der Urspringschule aufgenommen worden war, einen 16 Jahre alten Mitschüler und wurde zu zehn Jahren Haft wegen Mordes und versuchter Anstiftung zum dreifachen Mord durch die Jugendkammer des Landgerichts Ulm verurteilt. Danach wurde die Präventionsarbeit stetig ausgebaut und ein Netzwerk aus pädagogischen und therapeutischen Fachkräften für die Kinder und Jugendlichen gebildet.
Im Freizeitbereich bietet die Schule verschiedene Sportarten, Musik, Theater, Werkstätten (Schneiderei, Schreinerei, Töpferei), eine Schuldisco („Saustall“) und eine schuleigene Freiwilligen Feuerwehr. Die seit 1980 bestehende Abteilungswehr der Freiwilligen Feuerwehr Schelklingen hat etwa 15 Mitglieder aus den Reihen der Schüler, ein eigenes Löschgruppenfahrzeug LF8-TS und ist im Bedarfsfall zusammen mit der Freiwilligen Feuerwehr Schelklingen im Einsatz. Es gibt die Möglichkeit, sich ausgiebig mit Tieren (von Kleintieren bis zu Pferden) zu beschäftigen.
Im Schul- wie im Internatsbereich gibt es vielfältige Möglichkeiten, Kontakte mit Schülerinnen und Schülern anderer Schulen zu knüpfen. Dies sind neben dem Erasmus+ - Programm auch ein England-Austausch. Die Schule nimmt regelmäßig am Wettbewerb Jugend debattiert teil und im Internat finden regelmäßig Sportturniere mit anderen Internaten statt.
Die Schule ist Mitglied im Schulverbund Blick über den Zaun und der Internate Vereinigung.

## Persönlichkeiten

### Schulleiter
- Bernhard Hell (* Stuttgart-Degerloch 2. Mai 1877, † 24. März 1955), Lehrer und Pfarrer, Gründer und Leiter der Urspringschule von 1930 bis 1938/41, Mitglied der evangelischen Michaelsbruderschaft.
- Fritz Ehrecke (während der NS-Zeit, die Schule wird verstaatlicht)
- Eberhard Dieterich (ab 1945, die Schule wird wieder privat)
- Pfarrer Erwin Palmer (ab 1947)
- Pfarrer Helmut Schieck (ab 1949)
- Pfarrer Ulrich Teuscher (ab 1973)
- Pfarrer Michael Deckwerth (ab 1997)
- Ingrid Sund (ab 2007)
- Rainer Wetzler (seit Ende 2014)

### Lehrer
- Gotthart Wunberg (1930–2020), Germanist, Literaturhistoriker und Kulturwissenschaftler; Lehrer für Englisch und philosophische Propädeutik.
- Hellmuth Karasek (1934–2015), Journalist, Autor, Literaturkritiker und Professor für Theaterwissenschaften.
- Wolf-Dieter Hasenclever (* 1945), von 1984 bis 1986 Studienleiter in Urspring; zuvor Fraktionsvorsitzender der Partei der Grünen im Landtag von Baden-Württemberg.
- Karl-Wilhelm Röhm (* 1951), von 1980 bis 1985 Lehrer; stellvertretender CDU-Fraktionsvorsitzender im Landtag von Baden-Württemberg seit 2006.

### Bekannte Absolventen
- Günter Herburger (1932–2018), deutscher Schriftsteller
- Ulrich Wickert (* 1942), Journalist und Autor
- Bernd von Heintschel-Heinegg (* 1945), Jurist
- Immo Eberl (* 1947), Historiker
- Klaus-Dietrich Flade (* 1952), ehem. Raumfahrer
- Joachim Zelter (* 1962), Schriftsteller
- Ralph Junge (* 1969), Basketballtrainer
- Thekla Walker (* 1969), Politikerin[4]
- Lars Schlecker (* 1971), ehem. Drogerie-Unternehmer
- Meike Schlecker (* 1973), ehem. Drogerie-Unternehmerin
- Hendrik Feist (* 1983), Basketballspieler[5]
- Felix Czerny (* 1984), Basketballtrainer[6]
- Vincent Polakovič (* 1984), Basketballspieler
- Jermain Raffington (* 1985), Basketballspieler und Moderator
- Fabian Böke (* 1986), Basketballspieler
- Marco Buljević (* 1987), Basketballspieler
- Nicolai Simon (* 1987), Basketballspieler[7]
- Lucca Staiger (* 1988), Basketballnationalspieler und A-Nationalspieler
- Thierno Agne (* 1989), Basketballspieler[8]
- Christian Standhardinger (* 1989), Basketballspieler[5]
- Akeem Vargas (* 1990), US-amerikanisch-deutscher Basketballspieler
- Justin Raffington (* 1991), Basketballspieler[9]
- Mario Blessing (* 1992), Basketballspieler[10]
- Kevin Bright (* 1992), Basketballspieler[11]
- Malo Valérien (* 1992), Basketballspieler[12]
- Sid-Marlon Theis (* 1993), Basketballspieler[11]
- Julius Wolf (* 1993), Basketballspieler[11]
- Kevin Bryant (* 1994), Basketballspieler[13]
- Kalidou Diouf (* 1994), Basketballspieler[13]
- Malik Müller (* 1994), Basketballspieler[13]
- Kenneth Ogbe (* 1994), Basketballspieler[13]
- Nils Dejworek (* 1995), Basketballspieler[5]
- Thomas Grün (* 1995), Basketballspieler
- Christian Sengfelder (* 1995), Basketballspieler[5]
- Zaire Thompson (* 1995), Basketballspieler[5]
- Noah Aghas (* 1996), Basketballspieler
- Finn Eckhardt (* 1997), Basketballspieler[14]
- Franklyn Aunitz (* 2000), Basketballspieler[15]
- Moritz Noeres (* 2000), Basketballspieler[16]
- Lucas Loth (* 2001), Basketballspieler[17]